# BG VOZ
BG VOZ è il nome del servizio ferroviario urbano che serve la città di Belgrado, capitale della Serbia.

## Rete
La rete, composta di 2 linee, serve complessivamente 17 stazioni. I treni sono cadenzati, con frequenza quadrioraria nelle ore di punta e semioraria nelle ore di morbida.